# جیمز توباک
جیمز توباک (انگلیسی: James Toback) (زادهٔ ۲۳ نوامبر ۱۹۴۴) فیلم‌نامه‌نویس، کارگردان فیلم اهل ایالات متحده آمریکا است.

## فیلم‌شناسی
- قمارباز (۱۹۷۴) - فقط نویسنده فیلمنامه
- انگشت‌ها (۱۹۷۸) - نویسنده و کارگردان
- عشق و پول (۱۹۸۲) - نویسنده، کارگردان و تهیه کننده
- بی‌پناه (۱۹۸۳) - نویسنده، کارگردان و تهیه کننده فیلم
- هنرمند مخ‌زنی (۱۹۸۷) - نویسنده و کارگردان
- انفجار بزرگ (۱۹۸۹) - نویسنده و کارگردان
- باگزی (۱۹۹۱) - فقط نویسنده فیلمنامه
- دو دختر و یک مرد (۱۹۹۷) - نویسنده و کارگردان
- سیاه و سفید (۱۹۹۹) - نویسنده و کارگردان
- مرد هاروارد (۲۰۰۱) - نویسنده و کارگردان
- کی دوستم خواهند داشت (۲۰۰۴) - نویسنده، کارگردان و تهیه کننده فیلم.
- تایسون (فیلم مستند، ۲۰۰۸) - نویسنده، کارگردان و تهیه کننده فیلم
- اغواشده و رهاشده ( فیلم مستند، ۲۰۱۳) - نویسنده، کارگردان و تهیه کننده فیلم
- می‌سی‌سی‌پی گریند (۲۰۱۵)
- زندگی خصوصی یک زن مدرن (۲۰۱۷) - نویسنده و کارگردان